# Esqui aquático nos Jogos Pan-Americanos de 2015
As competições de esqui aquático nos Jogos Pan-Americanos de 2015 foram realizadas entre 20 e 23 de julho no Canal Oeste do Lago Ontário, em Toronto. Foram disputados nove eventos, sendo quatro no feminino e cinco no masculino, com a disputa do wakeboard. É um dos oito esportes do Pan que não fazem parte do programa dos Jogos Olímpicos.

## Calendário
| Julho          | 7 | 8 | 9 | 10 | 11 | 12 | 13 | 14 | 15 | 16 | 17 | 18 | 19 | 20 | 21 | 22 | 23 | 24 | 25 | 26 |
| -------------- | - | - | - | -- | -- | -- | -- | -- | -- | -- | -- | -- | -- | -- | -- | -- | -- | -- | -- | -- |
| Esqui aquático |   |   |   |    |    |    |    |    |    |    |    |    |    |    |    | 3  | 6  |    |    |    |

|  | Dia de competição |  | Dia de final |

## Medalhistas
Masculino
| Evento             | Ouro                           | Prata                            | Bronze                     |
| ------------------ | ------------------------------ | -------------------------------- | -------------------------- |
| Rampa detalhes     | Ryan Dodd CAN Canadá           | Rodrigo Miranda CHI Chile        | Felipe Miranda CHI Chile   |
| Slalom detalhes    | Nate Smith USA Estados Unidos  | Jason McClintock CAN Canadá      | Javier Julio ARG Argentina |
| Truques detalhes   | Adam Pickos USA Estados Unidos | Jaret Llewellyn CAN Canadá       | Javier Julio ARG Argentina |
| Geral detalhes     | Felipe Miranda CHI Chile       | Jaret Llewellyn CAN Canadá       | Javier Julio ARG Argentina |
| Wakeboard detalhes | Rusty Malinoski CAN Canadá     | Daniel Powers USA Estados Unidos | Juan Méndez VEN Venezuela  |

Feminino
| Evento           | Ouro                              | Prata                             | Bronze                        |
| ---------------- | --------------------------------- | --------------------------------- | ----------------------------- |
| Rampa detalhes   | Regina Jaquess USA Estados Unidos | Whitney McClintock CAN Canadá     | Fernanda Naser CHI Chile      |
| Slalom detalhes  | Whitney McClintock CAN Canadá     | Regina Jaquess USA Estados Unidos | Erika Lang USA Estados Unidos |
| Truques detalhes | Natalia Cuglievan PER Peru        | Whitney McClintock CAN Canadá     | Erika Lang USA Estados Unidos |
| Geral detalhes   | Whitney McClintock CAN Canadá     | Regina Jaquess USA Estados Unidos | Carolina Chapoy MEX México    |

## Quadro de medalhas
| Ordem | País               | Medalha de ouro | Medalha de prata | Medalha de bronze |    |
| ----- | ------------------ | --------------- | ---------------- | ----------------- | -- |
| 1     | CAN Canadá         | 4               | 5                |                   | 9  |
| 2     | USA Estados Unidos | 3               | 3                | 2                 | 8  |
| 3     | CHI Chile          | 1               | 1                | 2                 | 4  |
| 4     | PER Peru           | 1               |                  |                   | 1  |
| 5     | ARG Argentina      |                 |                  | 3                 | 1  |
| 6     | MEX México         |                 |                  | 1                 | 1  |
|       | VEN Venezuela      |                 |                  | 1                 | 1  |
| TOTAL | TOTAL              | 9               | 9                | 9                 | 27 |